# ۱۳۵۶ (خورشیدی)
سال ۱۳۵۶ هجری خورشیدی سال عادی بود.

## رویدادها
- دوبلهٔ کارتون ماجراهای سندباد به زبان فارسی
- چاپ آرش بهرام بیضایی
- ۱۶ فروردین - انتشار آلبوم مرد تنهای شب از حبیب
- ۱ خرداد - سیل ۱۳۵۶ لرستان
- ۱۴ تیر. کودتای محمدضیاءالحق در پاکستان و سرنگونی دولت ذوالفقارعلی بوتو
- ۱۶ مرداد ـ انتخاب جمشید آموزگار به نخست‌وزیری رژیم پهلوی
- ۱۶ مرداد ـ امیرعباس هویدا از طرف شاه به جای اسدالله علم به وزارت دربار منصوب شد.
- ۱۰ دی- سفر جیمی کارتر رئیس‌جمهور آمریکا به ایران
- ۲۲ بهمن - گشایش موزه فرش ایران

## زادروزها
- ۱ فروردین - محمدرضا گلزار، بازیگر
- ۲۸ فروردین - لیلا صادقی، نویسنده
- ۱۹ اردیبهشت - عسل بدیعی، بازیگر
- ۲۲ اردیبهشت - مریم میرزاخانی، ریاضی‌دان و استاد دانشگاه
- ۴ خرداد - احمد باطبی، فعال حقوق بشر
- ۲۱ خرداد - مهناز افشار، بازیگر
- ۴ تیر - پوریا پورسرخ، بازیگر
- ۱ مرداد - مهدی مهدوی‌کیا، بازیکن تیم ملی فوتبال ایران
- ۲۰ شهریور - پژمان جمشیدی بازیکن فوتبال و بازیگر
- ۲۱ شهریور - فرزاد حسنی، بازیگر، مجری و ترانه‌سرا
- ۲۵ شهریور - رضا غنی راینی، نویسنده و شاعر
- ۲۵ شهریور - علیرضا دبیر، کشتی‌گیر
- ۲۶ شهریور - محمد محمدی، فوتبالیست
- ۲۰ مهر - حامد نیک‌پی، خواننده سنتی
- ۳ آبان - مریم شیرازی، بازیگر
- ۱۹ آبان - شبنم قلی‌خانی، بازیگر
- ۲ آذر - حمید گودرزی، بازیگر
- ۸ آذر - الهام حمیدی، بازیگر
- ۲۰ دی - حدیث فولادوند، بازیگر
- ۱ بهمن -محمدحسن هاشمی، پزشک و نخبه علمی
- ۱۶ بهمن - شبنم فرشادجو، بازیگر
- ۱۱ اسفند - امیر شهلا، سیاستمدار

## درگذشت‌ها
- ۲۹ خرداد - علی شریعتی، نویسنده، روشنفکر، جامعه‌شناس و پژوهشگر دینی
- ۲۶ شهریور - واروژان، آهنگساز و تنظیم‌کننده
- ۱ آبان - سید مصطفی خمینی، فرزند بزرگ روح‌الله خمینی
- ۴ آذر - منوچهر اقبال، نخست‌وزیر ایران
- حسین قدس نخعی: سیاستمدار